# Hotel Mediteran
El Hotel Mediteran o bien el Hotel Mediterráneo situado en la ciudad costera de Ulcinj en Montenegro, es uno de los primeros acuerdos de privatización realizados por la nueva nación de Montenegro. El hotel fue adquirido por en julio de 2005 por el Tribunal de Comercio de Podgorica. El hotel está considerado una propiedad vital como parte del desarrollo económico nacional. Como parte de la adquisición de las instalaciones de complejo, Husein Becovic a través de su Grupo de Gestión Becovic, acordó invertir fondos parra la corte estipulada, para renovar la propiedad, con el fin de devolverla a su estado como un destino turístico popular en la costa del Adriático.